# Luuk & Hallberg
Luuk & Hallberg är en svensk pratshow som hade premiär på SVT 7 september 2019. Första säsongen sändes i åtta avsnitt. Värd för programmet är Kristian Luuk och till sin hjälp har han sidekicken Daniel Hallberg. Produktionen produceras av Felix Herngrens produktionsbolag FLX. 
Första avsnittet av säsong 2 premiärvisas på SVT och SVT Play den 14 mars 2020. Även säsong 2 består av åtta avsnitt. Första avsnitten av säsong 2 spelas in utan publik på grund av covid-19-pandemin.

## Medverkande gäster

### Säsong 1
- Avsnitt 1: Seinabo Sey, Sarah Sjöström och Bill Skarsgård
- Avsnitt 2:  Melissa Horn och Johan Glans
- Avsnitt 3:  Stefan Löfven, Shima Niavarani och Jelassi
- Avsnitt 4: Hanna Ardéhn och Lars Winnerbäck
- Avsnitt 5: Bianca Ingrosso och Tove Lo
- Avsnitt 6: Helena Bergström, Fares Fares och Daniela Rathana
- Avsnitt 7:  Jonas Karlsson, Linnéa Claeson och Linda Pira
- Avsnitt 8: Hedda Stiernstedt och Jesper Rönndahl

### Säsong 2
- Avsnitt 1:  Lasse Åberg och Miriam Bryant
- Avsnitt 2: Per Andersson, Gizem Erdogan och Miss Li
- Avsnitt 3: Kjell Bergqvist, Parisa Amiri och Mando Diao
- Avsnitt 4: Petter och Petrina Solange
- Avsnitt 5: Eva Dahlgren och William Spetz
- Avsnitt 6: Pernilla Wahlgren och Robert Gustafsson
- Avsnitt 7: Henrik Lundqvist, Veronica Maggio och Ana Diaz
- Avsnitt 8: Sanna Nielsen. Anders & Måns och Ellen Krauss